# Justify
Justify is een studioalbum van Nathan Mahl. Deze muziekgroep is gecentreerd rondom Guy LeBlanc. Deze had de band rond 2009 weer opgestart toen hij zelf door ziekten geplaagd werd. Hij moest het rustiger aan doen, maar kon thuis in zijn Subversia geluidsstudio toch dit album opnemen. Het opnamen werden onderbroken door een kleine reünietournee van Camel, maar daar moest hij eind 2012 toch ook bij afhaken, hij kreeg een hersenbloeding. Het album verscheen in juni 2014, een half jaar later overleed LeBlanc. Justify, grotendeels instrumentaal, bleef het laatste album van de band. 

## Musici
- Guy LeBlanc – toetsinstrumenten, zang, slagwerk
- Tristan Vaillancourt – gitaren
- David Campbell – gitaren, basgitaar
- Don Prince – basgitaar

Met
- Shirley Glaser – achtergrondzang
- Andrew Latimer – gitaarsolo en toetsinstrumenten op Infinite light (Latimer is van de band Camel)

## Muziek
Alle nummers van Guy LeBlanc, behalve It tolls for thee en Infinite light door LeBlanc en Shirley Glaser.

| Nr. | Titel                  | Duur |
| --- | ---------------------- | ---- |
| 1.  | Tantrik kobbler        | 7:15 |
| 2.  | Deception              | 8:32 |
| 3.  | It tolls for thee      | 7:34 |
| 4.  | Spirit                 | 8:30 |
| 5.  | Ballad of an angry man | 6:30 |
| 6.  | Justify                | 6:50 |
| 7.  | Infinite light         | 5:17 |